# La Vergne, Charente-Maritime
La Vergne là một xã trong tỉnh Charente-Maritime trong vùng Nouvelle-Aquitaine tây nam nước Pháp. Xã này nằm ở khu vực có độ cao trung bình 12 mét trên mực nước biển.
Sông Boutonne tạo toàn bộ ranh giới phía nam thị trấn.